# 水野保
水野 保（みずの やすし、1884年（明治17年）7月23日 - 1975年（昭和50年）7月24日）は、日本の陸軍軍人、政治家。最終階級は陸軍少将。第13代豊橋市長。

## 経歴
愛知県渥美郡豊橋町（現豊橋市）で生まれる。1904年（明治37年）10月24日、陸軍士官学校（16期）を卒業し、同年11月1日、陸軍歩兵少尉に任官。
1913年（大正2年）7月21日、憲兵科へ転科し憲兵中尉となり東京憲兵隊分隊長に就任。以後、青島守備軍憲兵隊分隊長、久留米憲兵隊分隊長、旭川憲兵隊長、姫路憲兵隊長、横浜憲兵隊長を歴任。1927年（昭和2年）3月5日、憲兵大佐に昇進し、同年7月26日、大邱憲兵隊長に就任。 1932年（昭和7年）4月11日、陸軍少将に昇進と同時に待命となり、同年4月26日、 予備役編入となった。1943年（昭和18年）8月、大同製鋼 (株) 事務嘱託となり1945年（昭和20年）4月まで在勤し、この間、大同製鋼青年学校長、兼大同工業学校校長事務取扱を務めた。
1945年5月6日、豊橋市長に就任。同年6月9日、空襲に備えるため反対論を抑えて、市役所を鉄筋コンクリート製の豊橋市公会堂へ移転した。終戦後は戦災の復興に尽力し、1946年（昭和21年）1月29日に市長を退任した。1947年（昭和22年）11月28日、公職追放仮指定を受けた。
市長退任後は、会社社長を経て、保育園園長を務めた。1975年7月24日に死去。満91歳没。

## 栄典
- 1904年（明治37年）12月8日 - 正八位[9]